# Pierre Boulle
Pierre Boulle (20 tháng 2 năm 1912 – 30 tháng 1 năm 1994) là một tiểu thuyết gia Pháp, chủ yếu nổi tiếng nhờ hai tác phẩm của ông: Cầu sông Kwai (1952) và Hành tinh khỉ (1963).
Pierre Boule có tên lúc sinh là Pierre-François-Marie-Louis Boulle, ông sinh ra tại Avignon, Pháp.

## Tiểu thuyết
- Le sacrilège malais (1951)
- Le Pont de la rivière Kwaï (1952; Cầu sông Kwai)
- Le Bourreau (1954;
- Not The Glory (1955)
- L'épreuve des hommes blancs (1955)
- Saving Face (1956)
- E=MC2 (1957)
- Face of a Hero (1956)
- The Test (1957)
- Other Side of the Coin (1956)
- Walt Disney's Siam (1958)
- S.O.P.H.I.A. (1959)
- A Noble Profession (1960)
- For a Noble Cause (1961)
- La Planète des singes (1963; Hành tinh khỉ)
- Garden on the Moon (1964)
- The Photographer (1967)
- Les Oreilles de jungle - câu chuyện về Chiến tranh Việt Nam
- Les Vertus de'lenfer (1974; The Virtues of Hell)
- Le Bon Léviathan (1978; The Good Leviathan)
- Miroitements (1982; Mirrors of the Sun)
- La Baleine des Malouines
- Pour l'amour de l'art
- Le Professeur Mortimer (1988)
- A nous deux, Satan! (1992)

## Tuyển tập
- Contes de l'absurde (1953)
- Histoires charitables (1965)
- Quia absurdum (1966)
- Time Out of Mind: And Other Stories (1966)
- The Marvellous Palace: And Other Stories (1977)